# مایک رمزی
مایک رمزی (انگلیسی: Mike Ramsey؛ زادهٔ ۳ دسامبر ۱۹۶۰) بازیکن هاکی روی یخ اهل ایالات متحده آمریکا بود.